# سوتسارا
سوتسارا (به ایتالیایی: Suzzara) یک کومونه در ایتالیا است که در استان منتووا واقع شده‌است.

## خصوصیات
سوتسارا ۶۰٫۸ کیلومترمربع مساحت و ۲۱٬۱۲۹ نفر جمعیت دارد و ۲۰ متر بالاتر از سطح دریا واقع شده‌است.

## خواهرخوانده
شهر بریود خواهرخواندهٔ سوتسارا هست.